# 杜尔涅
杜尔涅（法語：Dourgne，法語發音：[duʁɲ]）是法国奧克西塔尼大區塔恩省的一个市镇，属于卡斯特尔区。

## 地理
杜尔涅（43°29'7"N, 2°8'18"E）面积22.75 平方千米，位于法国奧克西塔尼大區塔恩省，该省份为法国南部内陆省份，北起顺时针与阿韦龙省、埃罗省、奥德省、上加龙省和塔恩-加龙省接壤。
与杜尔涅接壤的市镇（或旧市镇、城区）包括：阿尔丰、拉加尔迪奥勒、马萨盖勒、圣阿芒塞、圣阿维、韦尔达勒。

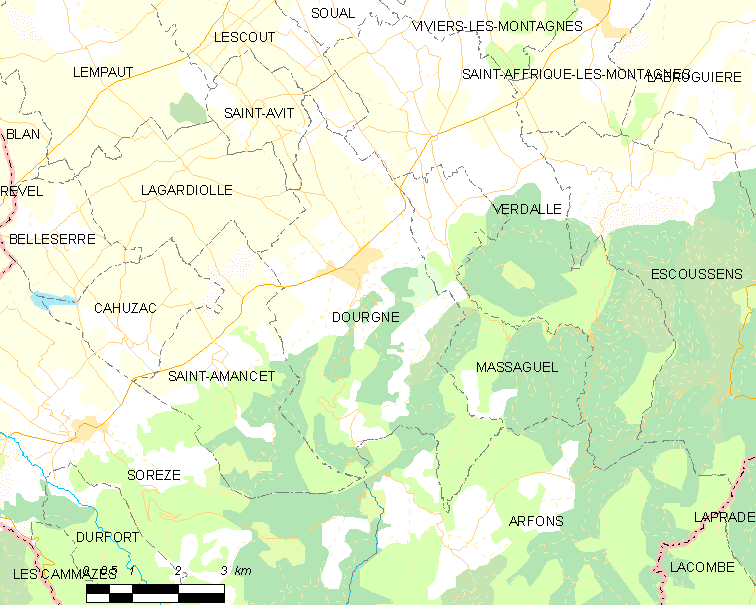
杜尔涅的OSM定位图

杜尔涅的时区为UTC+01:00、UTC+02:00（夏令时）。

## 行政
杜尔涅的邮政编码为81110，INSEE市镇编码为81081。

## 政治
杜尔涅所属的省级选区为努瓦尔山县。

## 人口

1962-2008年间杜尔涅人口变化图示

杜尔涅于2022年1月1日时的人口数量为1310人。